# Stephan Weil

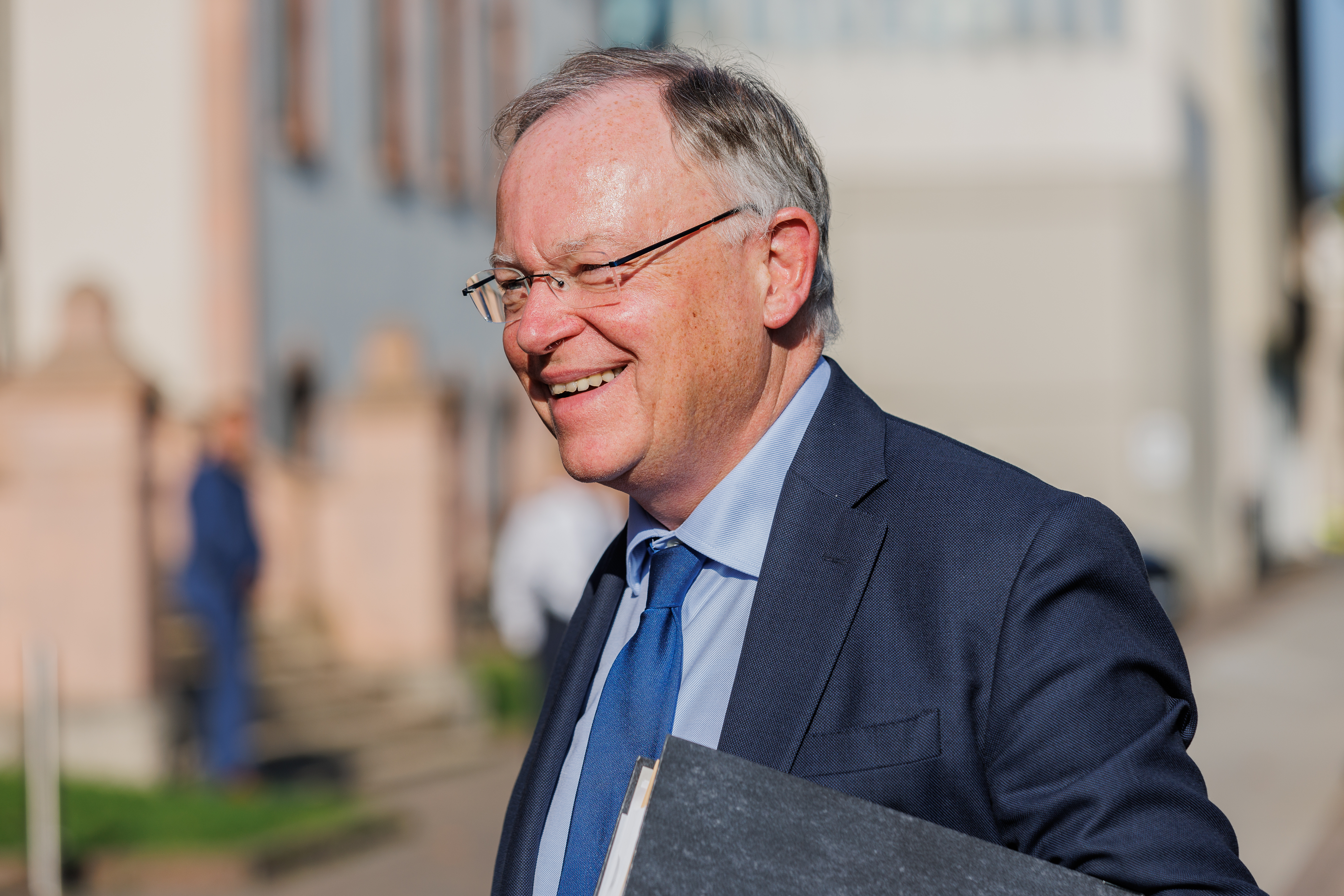
Stephan Weil (2024)

Stephan-Peter Weil (* 15. Dezember 1958 in Hamburg) ist ein deutscher Politiker (SPD) und Jurist. Von Februar 2013 bis Mai 2025 war er niedersächsischer Ministerpräsident und von Januar 2012 bis Mai 2025 Vorsitzender der SPD Niedersachsen. Zuvor war er von November 2006 bis Januar 2013 Oberbürgermeister der niedersächsischen Landeshauptstadt Hannover. Seit 2013 ist er Mitglied des Niedersächsischen Landtages. 

## Biografie

### Familie, Ausbildung und Beruf
Weils Eltern stammen aus Oberschlesien; sein Vater war Diplom-Ingenieur, seine Mutter Volkswirtin. Er lebt seit dem Jahr 1965 in Hannover, wo er 1977 das Abitur am Kaiser-Wilhelm-Gymnasium abschloss. Nach seinem Zivildienst begann er 1978 ein Jurastudium in Göttingen, das er 1983 mit dem Ersten Juristischen Staatsexamen abschloss. Im Jahr 1986 legte er nach dem Referendariat das Zweite Juristische Staatsexamen ab. Danach arbeitete Weil als Anwalt in Hannover. Ab 1989 war er als Staatsanwalt und Richter tätig, wobei er auch im niedersächsischen Justizministerium wirkte. Ab 1994 war Weil als Ministerialrat im Justizministerium beschäftigt. Von 1997 bis Ende Oktober 2006 hatte er das Amt des Stadtkämmerers von Hannover inne.
Stephan Weil ist katholisch aufgewachsen; er trat Anfang der 1980er Jahre wegen deren Haltung zur Familienplanung aus der römisch-katholischen Kirche aus, bezeichnete sich aber nach wie vor als gläubigen Christen und schloss nicht aus, wieder Mitglied der Kirche zu werden. „Eine Gesellschaft ohne Kirche mag ich mir nicht vorstellen“, sagte er im September 2022 gegenüber der Zeitschrift Bunte.
Er lebt in Hannover-Kirchrode, ist seit 1987 mit Rosemarie Kerkow-Weil verheiratet und hat einen Sohn. Weil ist Mitglied bei ver.di, der AWO und eines Rotary Clubs. Er nahm seit den 2000er Jahren wiederholt als Läufer an Wettbewerben im Rahmen des Hannover-Marathons teil und ist ein Anhänger des Fußball-Clubs Hannover 96.

### Politik

#### Sozialdemokratische Partei Deutschlands
Im September 1980 trat Weil in die SPD ein; er gehört dem Ortsverein Kirchrode-Bemerode-Wülferode an. Weil war Vorsitzender der Jusos im Bezirk Hannover und von 1991 bis 1997 Vorsitzender des Stadtverbandes der SPD Hannover. Am 20. Januar 2012 wurde er zum Landesvorsitzenden der SPD Niedersachsen gewählt. Dieses Amt hatte er bis zum 24. Mai 2025 inne.

#### Kommunalpolitik Hannover

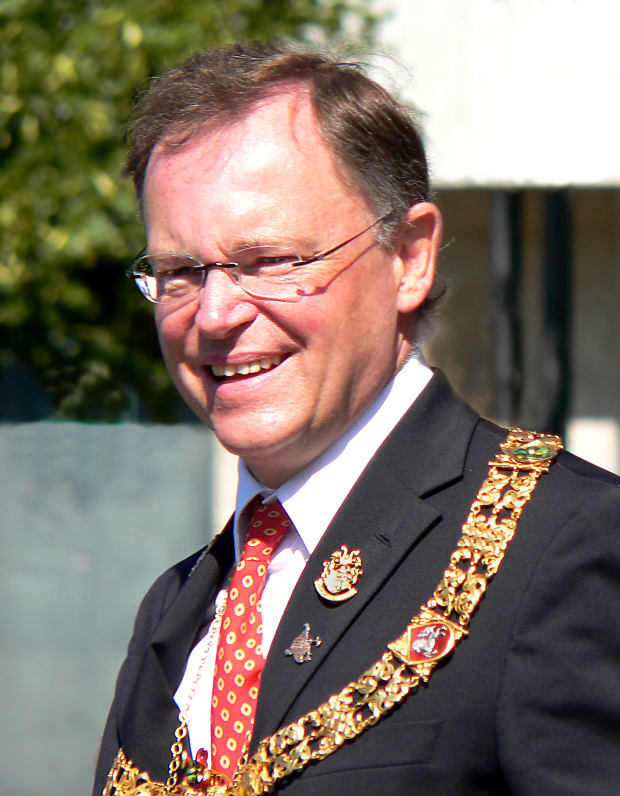
Stephan Weil 2009 mit der Amtskette des Oberbürgermeisters von Hannover

Weil wurde im Mai 2006 zum Oberbürgermeisterkandidaten der SPD gewählt und trat am 10. September unter anderen gegen den CDU-OB-Kandidaten Dirk Toepffer und die grüne OB-Kandidatin Ingrid Wagemann an. Er wurde im ersten Wahlgang mit absoluter Mehrheit gewählt und trat am 1. November 2006 die Nachfolge von Herbert Schmalstieg an, der das Amt als Oberbürgermeister, der zugleich Leiter der Verwaltung ist, seit 1996 und als ehrenamtlicher Oberbürgermeister in der Funktion als Vorsitzender des Rates seit 1972 innegehabt hatte. Die Amtszeit des Oberbürgermeisters beträgt acht Jahre; im Januar 2013 gab Weil sein Amt auf.
Ab Januar 2008 stellte sich Weil monatlich live im Fernsehen den Fragen der Bürger. Bis zu seiner Nominierung als Spitzenkandidat der SPD im November 2011 wurde jeden dritten Dienstag im Monat die Sendung Warum, Herr Weil auf dem Lokalsender h1 ausgestrahlt.

#### Landespolitik Niedersachsen

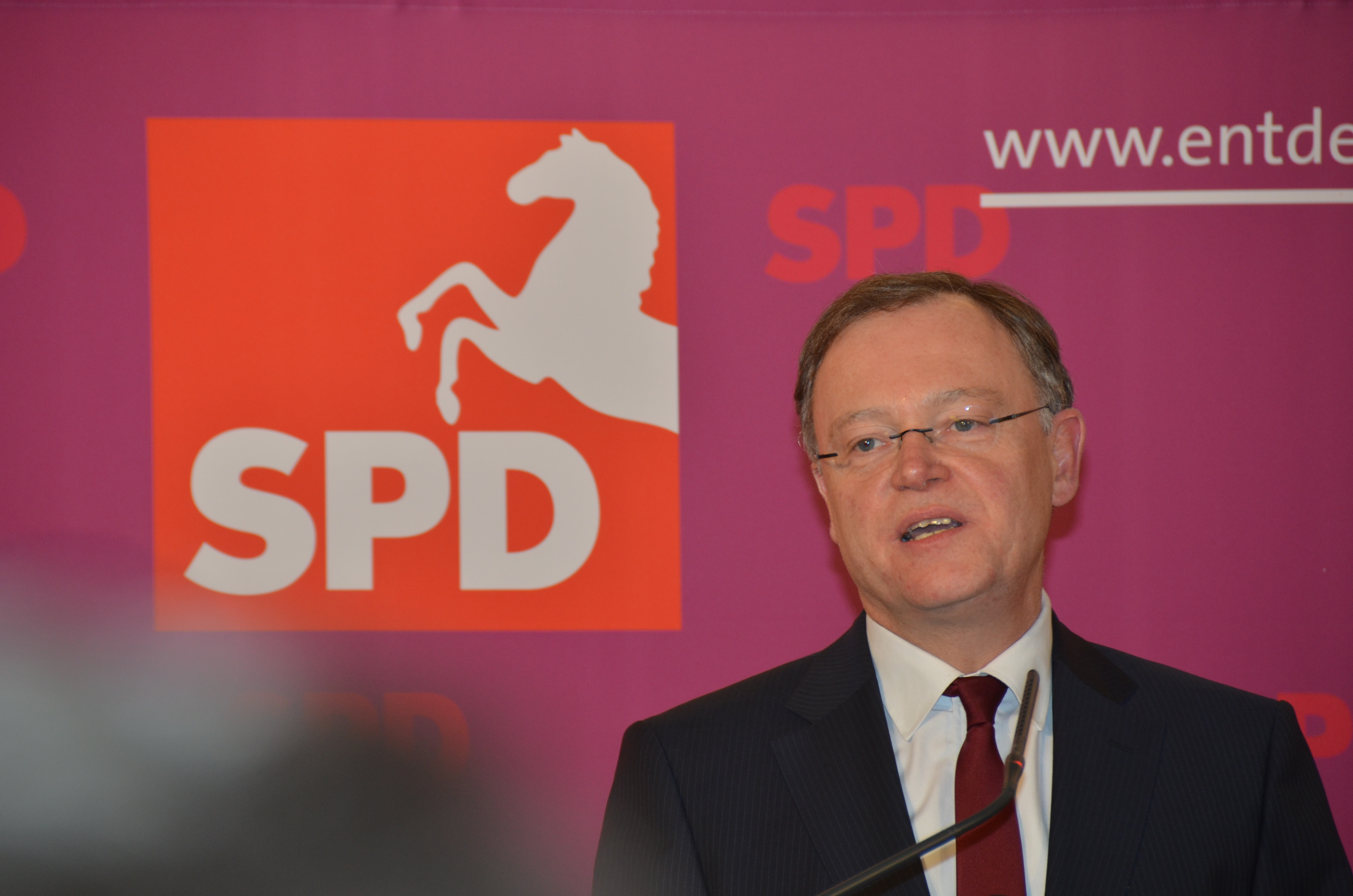
Am Wahlabend der Landtagswahl in Niedersachsen 2013

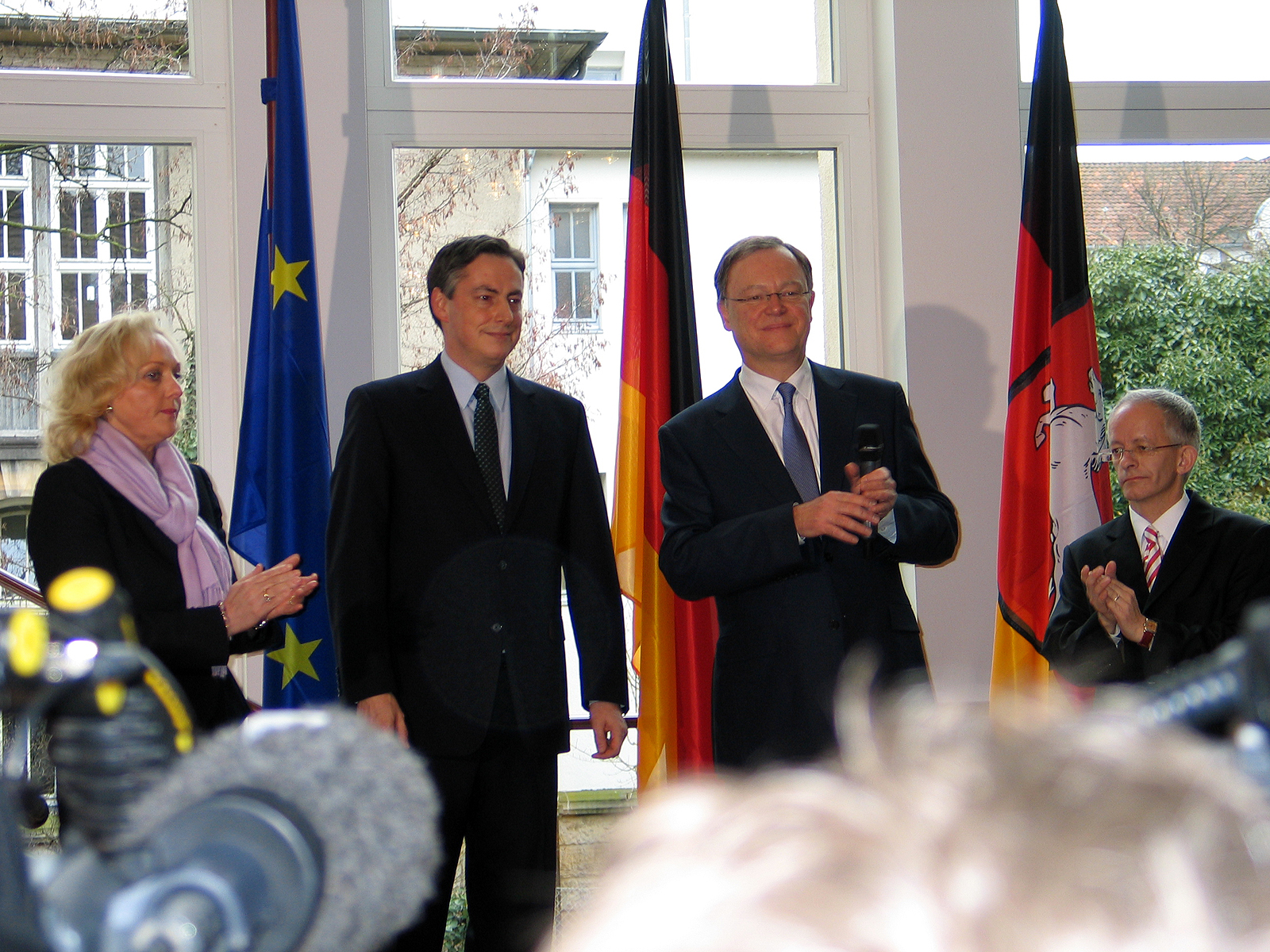
Amtsübernahme in der niedersächsischen Staatskanzlei; von links: Christine Hawighorst und David McAllister, Stephan Weil und Jörg Mielke

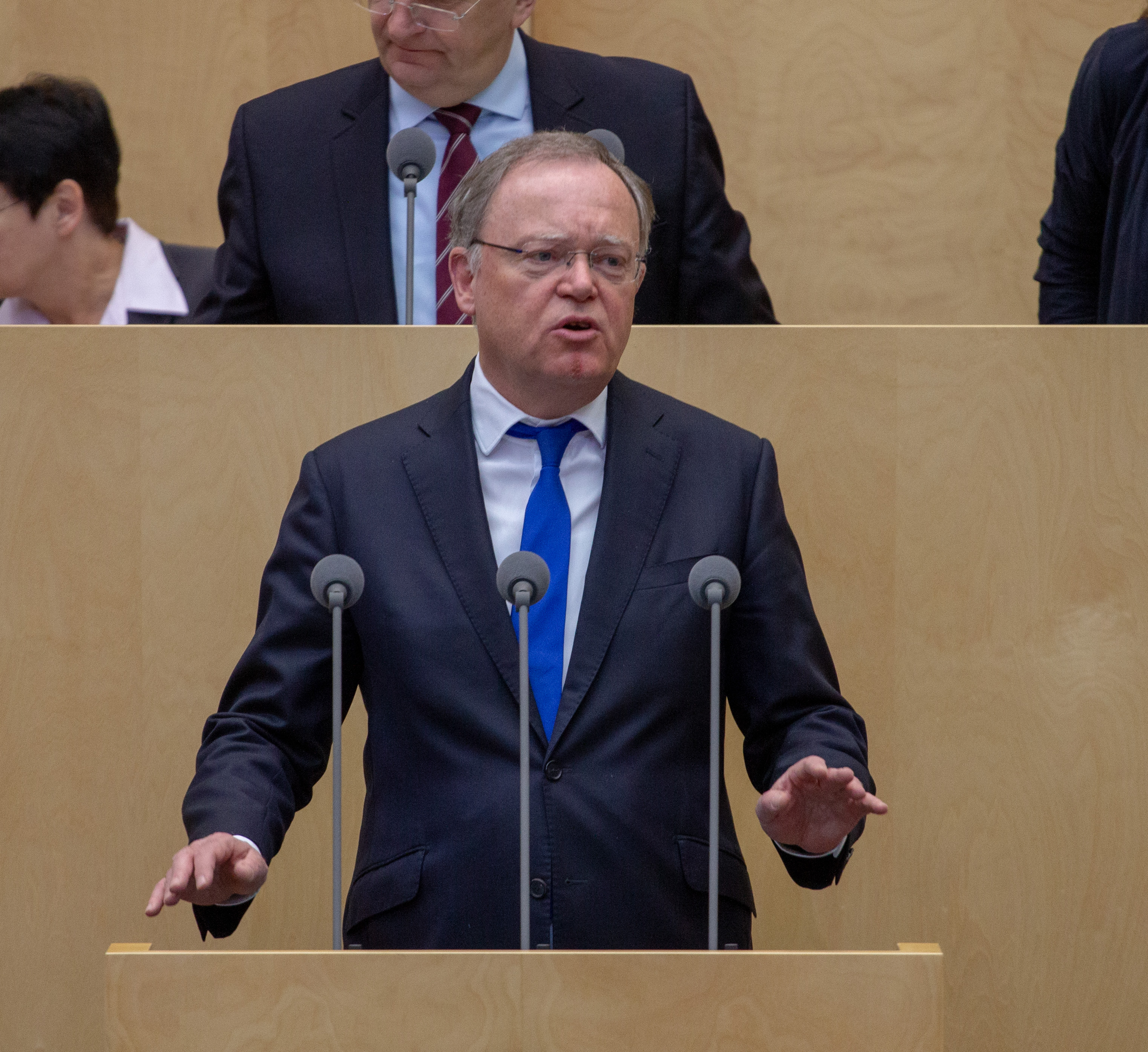
Stephan Weil im Bundesrat, 2019

Im September 2011 gab Weil bekannt, sich um die Spitzenkandidatur seiner Partei bei der Landtagswahl 2013 zu bewerben. Der Kandidat wurde am 27. November 2011 in einem Mitgliederentscheid bestimmt, bei dem neben Weil auch der damalige niedersächsische SPD-Landesvorsitzende Olaf Lies antrat. Weil wurde mit 53,3 Prozent der Stimmen zum SPD-Spitzenkandidaten bestimmt. Im März 2012 wurde er einstimmig als SPD-Direktkandidat für den Landtagswahlkreis Hannover-Buchholz aufgestellt. Auf dem Landesparteitag in Hameln wurde Weil am 7. Juli 2012 mit 98,95 Prozent auf Platz 1 der Landesliste zur Landtagswahl 2013 gewählt. Weil zog 2013, 2017 und 2022 über das Direktmandat des Wahlkreises Hannover-Buchholz in den Landtag ein.
Bei der Landtagswahl 2013 erhielten SPD und Bündnis 90/Die Grünen zusammen einen Sitz mehr als die bisherige Regierungskoalition aus CDU und FDP unter David McAllister. Im Februar 2013 wurde Weil mit den erforderlichen 69 Stimmen zum Ministerpräsidenten gewählt und führte daraufhin eine rot-grüne Koalition (Kabinett Weil I).
Weil wurde am 1. März 2013 zum Zweiten Vizepräsidenten des Bundesrates gewählt. Am 1. November 2013 übernahm Weil das Amt des Bundesratspräsidenten, das er bis zum 31. Oktober 2014 innehatte. Vom 1. November 2014 bis 31. Oktober 2015 war er der Erste Vizepräsident des Bundesrates. Er war dort 1. stellvertretender Vorsitzender des Ausschusses für Fragen der Europäischen Union und Mitglied der Europakammer sowie ordentliches Mitglied im Vermittlungsausschuss des Bundestages und Bundesrates. Von 2013 bis 2025 gehörte Weil kraft Amtes als Ministerpräsident dem Aufsichtsrat der Volkswagen AG an und saß ab dem 19. Februar 2013 im Präsidium des Aufsichtsrats.
Nachdem die Landtagsabgeordnete Elke Twesten Anfang August 2017 aus der Fraktion von Bündnis 90/Die Grünen zur CDU übergetreten war, verlor Weils Regierungskoalition ihre Mehrheit im Landtag. Die Landtagsfraktionen verständigten sich daraufhin auf eine vorzeitige Neuwahl am 15. Oktober 2017. Aus dieser Wahl ging die SPD erstmals seit der Landtagswahl 1998 als stärkste Kraft hervor, jedoch verlor die rot-grüne Regierungskoalition ihre Mehrheit im Landtag. Weil bildete daraufhin eine Koalition mit der zweitplatzierten CDU und wurde am 22. November 2017 vom Landtag als Ministerpräsident wiedergewählt. Er erhielt 104 von 137 Stimmen und damit eine Stimme weniger, als die Koalitionsfraktionen SPD und CDU Mitglieder im Landtag haben. Er führte bis 2022 als große Koalition das Kabinett Weil II.
Zur Landtagswahl am 9. Oktober 2022 trat Weil erneut als Spitzenkandidat an. Die SPD blieb bei dieser Wahl trotz leichter Stimmverluste stärkste Kraft. Bei der konstituierenden Sitzung des 19. Niedersächsischen Landtags am 8. November 2022 wurde Weil mit 82 von 145 Stimmen als Ministerpräsident wiedergewählt. Er führte bis zu seinem Rücktritt am 20. Mai 2025 das Kabinett Weil III als rot-grüne Koalition.
Im Juli 2024 kündigte Weil an, dass er sein Amt als Ministerpräsident bis zum Ende der Legislaturperiode im Jahr 2027 ausüben werde; bei der Landtagswahl 2027 werde er nicht wieder antreten. Anfang April 2025 gab er bekannt, dass er sein Amt als SPD-Landesvorsitzender und als Ministerpräsident schon im Mai 2025 abgeben werde. Nachfolger für beide Posten wurde der bisherige Wirtschaftsminister Olaf Lies. Weil begründete seinen vorzeitigen Rückzug mit seinem Alter, schwindender Energie und Schlafstörungen.

### Russland
Weil war als niedersächsischer SPD-Politiker eng verbunden mit dem Kreis um Gerhard Schröder, auch, als Schröder bereits Lobbyist für russische Gaspolitik war. Für seine erste Auslandsreise wählte Weil Russland aus, wo er Respekt für den demokratischen Ansatz Russlands äußerte, in den man sich nicht von außen einmischen solle. Weil fahre in kein anderes Land häufiger, obwohl es für Niedersachsen nicht sehr bedeutsam sei, so Bingener und Wehner in Die Moskau-Connection. Sie weisen auch auf die vielen Russlanddeutschen in Niedersachsen hin, die für die SPD als Wähler attraktiv seien.
Weil half dem Schröder-Vertrauten Heino Wiese dabei, nach der Krimannexion 2014 „das Russland-Geschäft weiter am Laufen“ zu halten. Dazu trat Weil bei zahlreichen Gelegenheiten auf. Er hielt eine Rede, als Heino Wiese am 17. Februar 2016 zum Honorarkonsul ernannt wurde. In einer Fernsehsendung im Juni 2022 behauptete Weil, er habe von der Übernahme des Gasspeichers Rehden durch Gazprom nichts gewusst. Der Moderator Markus Lanz wies ihn aber auf eine Landtagsanfrage von 2014 hin, die nach den Risiken des bevorstehenden Kaufes gefragt hatte. Die Landesregierung Weils hatte damals geantwortet, der Verkauf sei eine unternehmerische Entscheidung.
Im April 2018, nach dem Skripal-Anschlag, ließ SPD-Außenminister Heiko Maas russische Diplomaten ausweisen. Für Weil und andere Sozialdemokraten war das bereits unerträglich, so Bingener und Wehner. Weil habe in einer internen Sitzung von Irritationen gesprochen. In einem Aufsatz vom 7. September 2020 sagte Weil: Sanktionen seien Sackgassen. Deutschland solle nicht Forderungen gegen Nord Stream 2 folgen, hinter denen doch nur die USA stünden. Weil zitierte Egon Bahr, demzufolge es in der internationalen Politik nur um die Interessen von Staaten gehe, „nie um Demokratie und Menschenrechte“.
Noch am 24. Februar 2022, dem Tag des Überfalls Russlands auf die Ukraine, erklärte Weil, dass er mit seiner bisherigen Russlandpolitik breche. Erst Wochen später bekannte Weil vorsichtig Fehleinschätzungen, verneinte aber, dass es ein Schröder-Netzwerk in der SPD gegeben habe.

### Weitere Ämter
Weil gehört auch dem Kuratorium der Robert-Enke-Stiftung an und ist seit 2014 dessen Vorsitzender. Zudem ist er Mitglied des Kuratoriums der Kestnergesellschaft Hannover und im Freundeskreis Hannover. Seit 2025 leitet er zudem gemeinsam mit Stefan Müller und Eckhardt Rehberg die „Expertenkommission für die Modernisierung der Schuldenregel“ der Bundesregierung. Zudem ist er seit 2025 Vorsitzender des Stiftungsausschusses der Georg-August-Universität Göttingen.
Zu Weils Ämtern, die er während seiner Amtszeit als Oberbürgermeister von Hannover ausfüllte, gehörten:
- 2006–2013: Präsidiumsmitglied des Deutschen Städtetages[36]
- 2009–2012: Aufsichtsratsvorsitzender der Deutschen Messe AG[37]
- 2007–2012: Präsident des Verbandes kommunaler Unternehmen e. V.[38]
- bis 2013: Vorsitzender der Sozialdemokratischen Gemeinschaft für Kommunalpolitik in der Bundesrepublik Deutschland e. V. (SGK)[39]
- 2006–2013: Verwaltungsratsvorsitzender der Sparkasse Hannover
- 2006–2013: Vorsitzender des Kuratoriums der Hannah-Arendt-Tage[40]

## Auszeichnungen
- 2008: Ehrenbürger Hiroshimas, der Partnerstadt von Hannover[41][42]
- 2022: Deutsches Feuerwehr-Ehrenkreuz, Gold[43]
- 2023: Großes Bundesverdienstkreuz mit Stern und Schulterband[44]